# Cimetière Rainis
Le Cimetière Rainis (en letton: Raiņa kapi)  ou le Nouveau cimetière de Riga (Rīgas Jaunie kapi) est un cimetière officiellement inauguré en 1929, pendant la première période d'indépendance de Lettonie. Il se trouve au no 1, rue Aizsaules à Riga.

## Histoire
Les premières sépultures des personnes n'appartenant à aucune communauté ont apparu ici dès 1925. Pour cette raison on appelait cet endroit le cimetière païen. En 1929, on y a inhumé l'écrivain et dramaturge letton Rainis, ce qui a donné au cimetière son nom actuel. Cette même année on a construit la grille du cimetière d'après le projet architecte d'Aleksandrs Birzenieks. En 1935, on a érigé à l'entrée le monument à l'effigie de Rainis, exécuté par Kārlis Zemdega d'après le projet de Pēteris Ārends. En 1934, on y a inhumé la compagne de l'écrivain Aspazija.
Pendant et après la Seconde Guerre mondiale, le cimetière a accueilli les dépouilles des nombreux militaires, communistes et d'autres figures politiques.

## Fonctionnement du cimetière
Le statut du cimetière dépend de Rīgas dome. Le contrôle sanitaire est effectué par le centre de santé environnementale de Riga (Rīgas vides veselības centrs). La construction des monuments est autorisée uniquement avec les matériaux naturels (pierre). Les sépultures laissées à l'abandon pendant plus de cinq ans sont détruites.
L'entretien des tombes de Rainis et de Mirdza Ķempe est sous la responsabilité de la municipalité de Riga. Celui de nombreuses autres célébrités est assuré par les musées ou les sociétés des amis d'artistes en question. Mais aucun système régulier n'est vraiment mis en place. Ainsi en 2012, la directrice de la maison d'écrivains et traducteurs Andra Konte disait ne plus pouvoir retrouver la sépulture de Jānis Sudrabkalns, bien qu'elle soit notée dans les registres.

## Personnalités
- Eriks Ādamsons (1907-1946), nouvelliste, poète
- Aspazija (1865-1943), poète et dramaturge lettonne
- Vizma Belševica (1931-2005), poétesse, la seule lettonne présentée au prix Nobel
- Aleksandrs Čaks (1901-1950), poète et écrivain
- Sudrabu Edžus (1860-1941), écrivain, auteur de Dullais Dauka (1900)
- Eduards Kalniņš (1904-1988), peintre mariniste
- Mirdza Ķempe (1907-1974), poétesse
- Augusts Kirhenšteins (1872-1963), microbiologiste, politicien, chevalier de la Légion d'honneur
- Harijs Liepiņš (1927-1998), acteur
- Gunārs Piesis (1931-1996), réalisateur et scénariste
- Jānis Pliekšāns (1835-1929), poète, dramaturge, politicien
- Voldemārs Pūce (1906-1981), réalisateur et metteur en scène
- Eduards Smiļģis (1886-1966), fondateur du Théâtre Dailes, metteur en scène
- Imants Sudmalis (1916-1944) partisan soviétique, communiste, Héros de l'Union soviétique
- Jānis Sudrabkalns (1894-1975), poète et écrivain
- Leo Svemps (1897-1975), artiste peintre
- Ernests Štālbergs (1883-1958), architecte letton
- Teodors Zaļkalns (1876-1972), sculpteur